# Nehesi
Nehesi (fl. XVIII secolo a.C.) è stato un faraone della XIV dinastia egizia.

## Biografia
Sebbene il suo nome, Nehesi, significhi "il nubiano", è sicuro che questo sovrano abbia regnato sul delta del Nilo, o almeno su parte di esso.

La circostanza che, su alcuni scarabei, il nome sia seguito da figlio di re fa presumere che non sia stato il fondatore della dinastia, anzi numerosi studiosi ritengono fosse figlio di un sovrano il cui nome è andato perso con le ultime righe della colonna 7 del Canone Reale.
La sua dinastia, la XIV secondo Manetone, governò nel delta in parallelo alla XIII dinastia anche se non è possibile definire con esattezza il momento del distacco, che comunque dovrebbe essere abbastanza vicino al 1780 a.C. (alcuni autori propendono per la nascita quasi contemporanea delle due dinastie). Recenti scavi hanno confutato l'affermazione manetoniana che la capitale della dinastia fosse posta subito a Xois suggerendo al suo posto la sede di Avaris (l'odierna Tell el-Dab'a) fino a quando questa non diventò la capitale del dominio hyksos.
Di Nehesi possediamo numerosi monumenti tra cui un obelisco, proveniente da Tani, una stele ritrovata ad Avaris, una statua ed alcuni scarabei.

## Liste Reali
| G21 | V28 | s | Z4 | T14 |

| G21 | V28 | s | Z4 | T14 |

| G21 | V28 | s | Z4 | T14 |

| G21 | V28 | s | Z4 | T14 |

| G21 | V28 | s | Z4 | T14 |

| G21 | V28 | s | Z4 | T14 |

| G21 | V28 | s | Z4 | T14 |

| G21 | V28 | s | Z4 | T14 |

## Titolatura
| G5 |

| G5 |

|       |
| \| \| |
|       |
|       |

|  |

|       |
| \| \| |
|       |
|       |

|  |

| G16 |

| G16 |

|  |

| G8 |

| G8 |

|  |

| M23 · X1 | L2 · X1 |

| M23 · X1 | L2 · X1 |

| N5 | O29 · D36 | O22 |

| N5 | O29 · D36 | O22 |

| N5 | O29 · D36 | O22 |

| N5 | O29 · D36 | O22 |

| N5 | O29 · D36 | O22 |

| N5 | O29 · D36 | O22 |

| N5 | O29 · D36 | O22 |

| N5 | O29 · D36 | O22 |

| G39 | N5 |

| G39 | N5 |

| G21 | V28 | s | Z4 |

| G21 | V28 | s | Z4 |

| G21 | V28 | s | Z4 |

| G21 | V28 | s | Z4 |

| G21 | V28 | s | Z4 |

| G21 | V28 | s | Z4 |

| G21 | V28 | s | Z4 |

| G21 | V28 | s | Z4 |

## Datazioni alternative
| Autore | Anni di regno |
| ------ | ------------- |
| Ryholt | 1705 a.C.     |